# Destinus
 (mai 2023).
Destinus est une société européenne privée spécialisée dans les solutions aérospatiales, de défense et énergétiques, fondée en 2021 en Suisse à Payerne. Elle vise à repousser les limites de l'aviation supersonique et hypersonique, de l'hydrogène, des technologies à double usage et de la production d'énergie. Destinus conçoit un avion de ligne hypersonique (Mach 5) alimenté à l'hydrogène pour le transport à très longue distance à travers le monde, dont l'introduction est prévue dans les années 2030,. Destinus développe également des produits à plus court terme, notamment des drones, des technologies de propulsion à l'hydrogène et des turbines à gaz.
L'entreprise a levé son premier tour de financement de 29 millions de dollars en capital-risque au début de 2022 et 20 millions de dollars supplémentaires au début de 2023. Destinus a son siège en Suisse (à l'Aéropôle suisse de Payerne, dans le canton de Vaud) et dispose de bureaux en Espagne (Madrid), en France (Paris et Toulouse), en Allemagne (Munich) et aux Pays-Bas (Hengelo).

## Histoire
L'entreprise a été fondée en Suisse en 2021 par Mikhaïl Kokoritch, physicien, inventeur et entrepreneur en série.
Le premier prototype de Destinus, Jungfrau, a effectué son premier vol en novembre 2021 sur un aéroport près de Munich. Ce vol d'essai a permis de vérifier à faible vitesse une forme aérodynamique hypersonique basée sur le concept du waverider (en).
Début 2022, l'entreprise a levé un fonds d'amorçage de 26,8 millions de francs suisses (environ 29 millions de dollars) pour le développement de vols hypersoniques à l'hydrogène et de technologies associées. Tout au long de l'année, Destinus a planifié et atteint de nombreuses étapes clés, notamment le vol inaugural réussi de son prototype Eiger et le test de sa technologie de postcombustion alimentée à l'hydrogène.
En novembre 2022, Michel Friedling, premier général de l'Armée de l'air française a avoir pris la tête du Commandement de l'espace, rejoint le comité stratégique de Destinus en tant que conseiller parce qu'il « ne peut pas rester spectateur devant le défi de l'aviation hypersonique décarbonée. »
En janvier 2023, Oleksandr Danyliouk, ancien ministre des finances de l'Ukraine, rejoint Destinus en tant que vice-président principal Défense. Sa vaste expertise dans le domaine de la finance et ses antécédents solides dans la gestion des affaires gouvernementales apportent une nouvelle dimension à la direction de l'entreprise.
En février 2023, Destinus a reçu du gouvernement espagnol des subventions pour deux projets d'une valeur d'environ 27 millions d'euros visant à développer les capacités de propulsion à l'hydrogène. Ces projets, qui impliquent plusieurs entreprises, centres technologiques et universités espagnoles, s'inscrivent dans le cadre du plan espagnol visant à faire du pays un leader mondial de la production d'hydrogène renouvelable et du développement de solutions de mobilité basées sur l'hydrogène.
Des accords et partenariats ont été conclus entre Destinus et la commune de Payerne en 2023, conformément aux projets de l'entreprise de construire un site d'essai pour l'hydrogène. L'objectif est de soutenir le développement de la prochaine génération de systèmes de propulsion, combinant des moteurs à réaction avec des postcombustions alimentées par de l'hydrogène.
Les deux premiers démonstrateurs de Destinus ont effectué des vols subsoniques d'essai réussis en 2022.
Lors du salon du Bourget en juin 2023, Destinus a dévoilé son troisième démonstrateur, le Destinus 3. Ce nouveau modèle sera le premier véhicule sans pilote supersonique à hydrogène liquide au monde, visant à atteindre une vitesse de Mach 1,3. Ce prototype avancé de 10 mètres et de 2 tonnes est équipé de la technologie de postcombustion à l'hydrogène brevetée par Destinus et d'un nouveau système de pilotage automatique. Destinus 3 devrait effectuer son premier vol subsonique au début de l'année 2024, les campagnes supersoniques devant suivre à la fin de l'année 2024.
En octobre 2023, Destinus annonce la construction du « Destinus H2 Park », en partenariat avec le parc technologique Swiss Aéropôle de Payerne et Innovaud, l’agence pour l’innovation du canton de Vaud. ll s’agit du premier site d’essai privé pour des systèmes de propulsion alimentés à l’hydrogène en Suisse et du troisième de ce type en Europe.

## Projets

### Démonstrateurs de vol
Destinus-1/ Jungfrau (subsonique) : Véhicule de 4 mètres conçu pour vérifier les capacités de vol d'une forme aérodynamique hypersonique basée sur un concept de waverider à faible vitesse. Le démonstrateur a été conçu, construit et testé en vol en quatre mois, le premier vol étant prévu pour novembre 2021. Plusieurs campagnes d'essais en vol ont été menées avec succès en 2021 et 2022. Le premier vol de Destinus avec de l'hydrogène est prévu pour le deuxième trimestre 2023 ; un nouveau système de propulsion conçu par Destinus, combinant des turboréacteurs et des postcombusteurs, a été intégré à Destinus-1.
Destinus-2/ Eiger (subsonique) : Véhicule de 10 mètres conçu pour faire progresser les études sur la forme aérodynamique hypersonique de Destinus-1. Le démonstrateur a été conçu, construit et testé en six mois, la première campagne de vol ayant eu lieu en avril 2022. Destinus-2 a fait l'objet d'améliorations et d'analyses supplémentaires dans les mois qui ont suivi. Sa deuxième campagne de vols a eu lieu en octobre 2022.

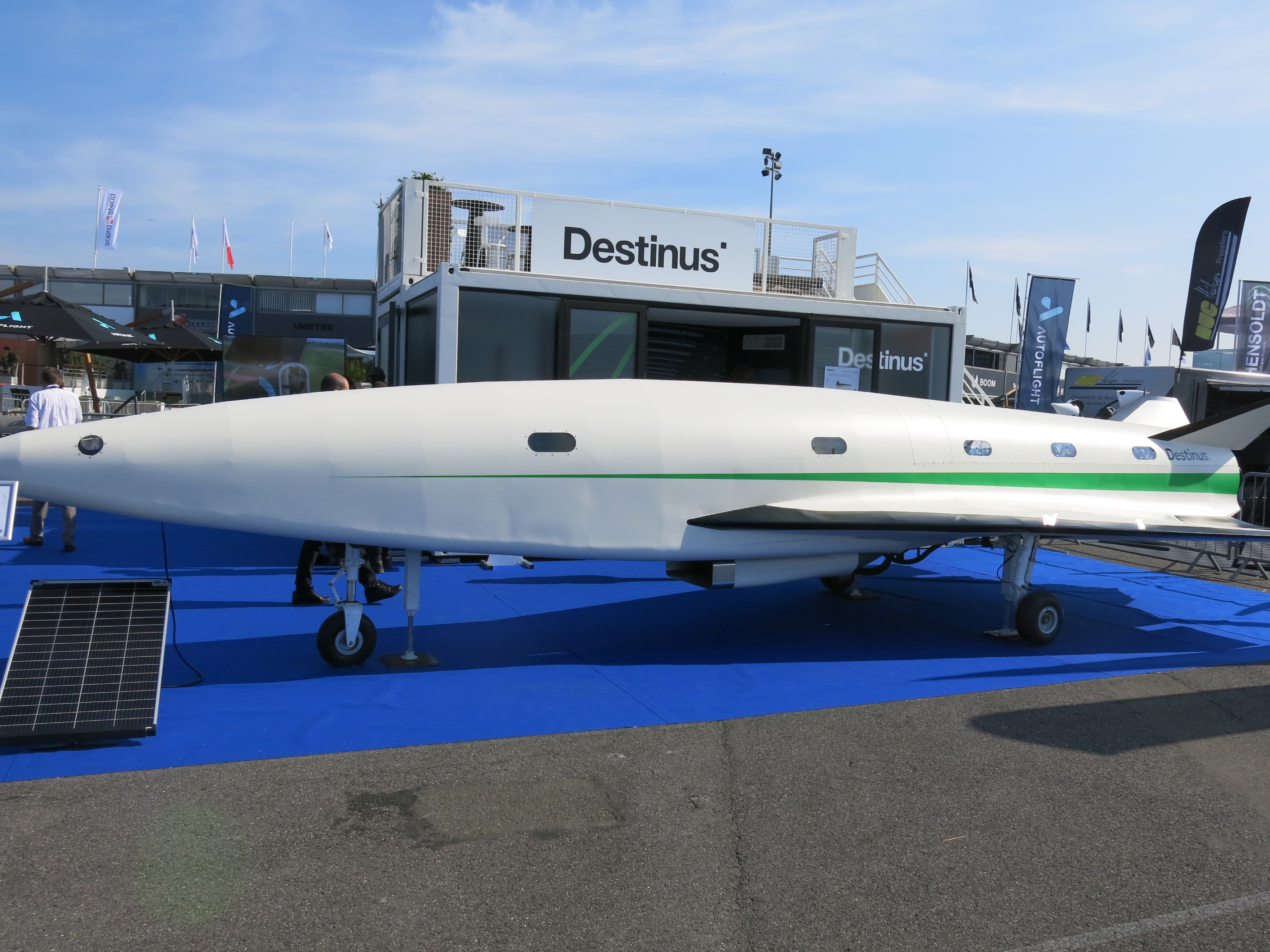
Destinus 3 au salon du Bourget 2023.

Destinus-3 (supersonique) : Véhicule de 10 mètres conçu pour atteindre des vitesses supersoniques grâce à la technologie de postcombustion à l'hydrogène et à un nouveau système de pilotage automatique développé par Destinus. Le démonstrateur a été conçu entre 2022 et 2023 et effectuera plusieurs campagnes de vol entre 2023 et 2024.

### Avions de ligne hypersoniques
Destinus S : Le Destinus S est un avion hypersonique doté de quatre moteurs haute performance convertis pour fonctionner à l'hydrogène liquide. Cette technologie révolutionnaire devrait changer l'avenir des voyages d'affaires en permettant des déplacements d'une journée sur d'autres continents. Son lancement est prévu d'ici à 2030. L'avion aura une vitesse de croisière de Mach 5 et une capacité de 25 passagers.
Destinus L : Capable de transporter jusqu'à 350 passagers vers n'importe quelle destination dans le monde en deux ou trois heures, à un prix comparable à celui des technologies aéronautiques actuelles. Cet avion aura une vitesse de croisière de Mach 6,.

### Solutions énergétiques
Turbine à gaz OP16 : La société OPRA, basée aux Pays-Bas, a été rachetée par Destinus SA en avril 2023, devenant ainsi Destinus Energy. La société continue à produire la turbine à gaz OPRA OP16, conçue pour permettre une grande flexibilité en matière de carburant, un faible encombrement, de longues heures de fonctionnement entre les révisions majeures et des températures élevées de la chaleur d'échappement.

### Autres
Système de propulsion à l'hydrogène : Destinus a conçu en interne un système de postcombustion à l'hydrogène. L'approche de la propulsion a consisté à développer un moteur hybride, combinant des turbines à réaction conventionnelles utilisant du carburant Jet A et des brûleurs de postcombustion utilisant du carburant hydrogène. Une postcombustion est un composant de combustion supplémentaire utilisé pour générer plus de poussée. L'objectif de Destinus est de réaliser le premier vol de postcombustion au monde,.
Destinus Lord : drone à ailes fixes et hélice de renseignement, de brouillage et d’interception des signaux électromagnétiques, avec des capacités d’attaque au sol, créé pour les forces armées ukrainiennes.
Destinus Ruta : : drone avec double rôle de surveillance et d’attaque air-sol
Destinus Hornet : drone chasseur de drones ultrarapide (300 km/h), capable de cartographier des zones et de servir de relais de télécommunications.

## Partenariats et autres

### Affiliations
Destinus Espagne - Asociación Española de Empresas Tecnológicas de Defensa, Seguridad, Aeronáutica y Espacio (TEDAE)
Destinus Espagne - Smart Ciy Cluster

### Subventions
Destinus Espagne, PTA 2022 - partenaires : ITP Aero, Auto Juntas, Aerotecnic Metallic
Destinus Espagne, PERTE H2 2022 - partenaires : CiTD